# Lawson (distribution)
Pour les articles homonymes, voir Lawson.
Lawson est une entreprise de distribution basée au Japon. Elle est spécialisée dans la distribution via des supérettes (konbini).

## Histoire
En septembre 2014, Lawson annonce l'acquisition de Seijo Ishii (ja) pour l'équivalent de 500 millions de dollars.
En septembre 2016, Mitsubishi Corporation annonce augmenter sa participation dans Lawson de 33 % à 50 % pour environ 1,4 milliard de dollars.